# 庄和総合公園
庄和総合公園 (しょうわそうごうこうえん) とは埼玉県春日部市に所在する都市計画公園である。この公園は道路を挟み、東西二つに分かれている。

## 施設

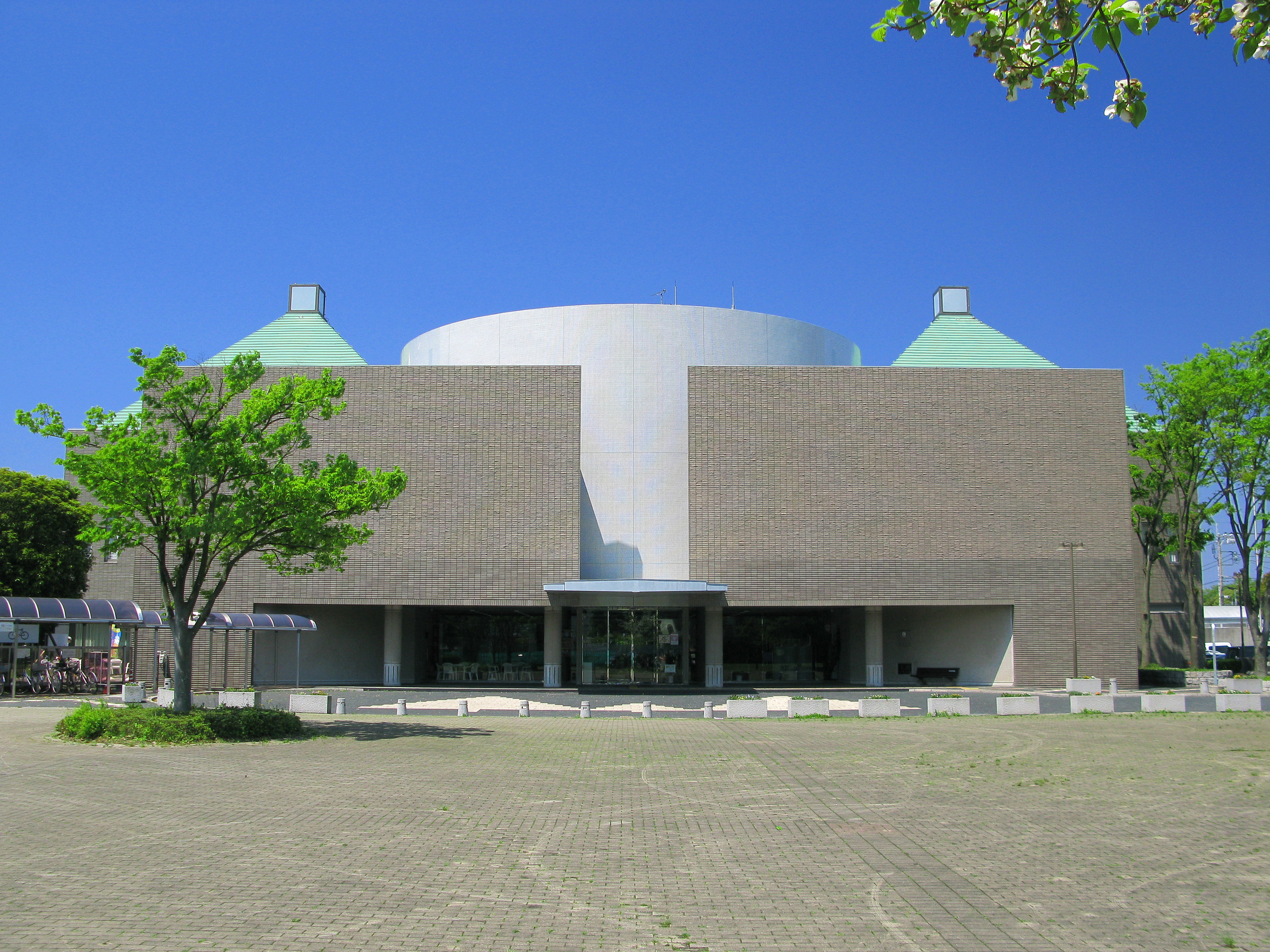
庄和総合支所・児童センター・庄和図書館（旧庄和町役場）

ここでは、庄和総合公園内の施設について説明する。

### 庄和総合支所
旧庄和町役場と言われた役場。

### 庄和球場
2004年に軟式野球の競技会場となり、現在は野球の練習に使用されている。

### 修景池
中央広場の北に存在する池で、水鳥が羽を休めている。また、屋根付きの休憩場所がある。

### 多目的広場
通常は芝生の広場で自由に遊べる。8月に花火大会、11月に産業祭に使われる。

### 遊具広場
ちょっとしたアスレチックがあり、遊ぶことが出来る。

### 庄和体育館
体育施設として使われる。

### バーベキュー場A・B・C・D・E
1日あたり1000円でバーベキュー場が使える。

### その他
庄和総合公園内に児童館と図書館とランニングコースが存在する。

## 祭り
年に数回ほど、庄和総合公園で祭りが開催される。

### 5月
- 庄和町マラソン大会

### 8月
- 庄和町花火大会

### 11月
- グリーンフェスティバル
- 産業祭

## アクセス
- 国道4号バイパス「庄和インターチェンジ（北）」交差点から3分
- 国道16号バイパス「金崎」交差点から1分
- 東北自動車道「岩槻インターチェンジ」から国道16号バイパス経由春日部・野田方面約25分
- 常磐自動車道「柏インターチェンジ」から国道16号バイパス経由野田・春日部方面約25分

## 周辺
- 南桜井駅
- 埼玉県立庄和高等学校
- 春日部市消防本部庄和消防署
- 春日部市立南桜井小学校
- 春日部市立桜川小学校
- 庄和郵便局
- 道の駅庄和
- 龍Q館